# José Castillejo Belinchón
José Castillejo Belinchón   (València, 29 de febrer de 1996 - Picanya, 29 d'octubre de 2024) fou un futbolista valencià. Format a l'acadèmia del València CF, va jugar a diversos equips valencians, com el Paterna CF, CE Eldenc, CD Buñol, Recambios Colón, CD Roda, Torrelevante i Vilamarxant CF. Va morir als 28 anys, a causa de la DANA que va patir el País Valencià l'octubre de 2024.